# Coptomia bontempsi
Coptomia bontempsi es una especie de escarabajo del género Coptomia, categorizada en la tribu Stenotarsiini, de la subfamilia Cetoniinae.

## Distribución
Se distribuye por Madagascar.

## Taxonomía
Fue descrita por Fairmaire en 1896.
Tratamiento taxonómico
La especie aparece registrada y publicada en Materiaux pour la faune coléoptérique de la région Malgache (2e note). Annales De La Société Entomologique De Belgique. Bruxelles 40:452-480.